# Hermannia heterotricha
Hermannia heterotricha är en kvalsterart som beskrevs av Sandór Mahunka 1988. Hermannia heterotricha ingår i släktet Hermannia och familjen Hermanniidae. Inga underarter finns listade i Catalogue of Life.